# Képes Családi Lapok Könyvtára
A Képes Családi Lapok Könyvtára egy 20. század eleji magyar szépirodalmi könyvsorozat. Az 1901 és 1904 között megjelenő kötetek a következők voltak:
- Beksics Gusztávné. A kamarás úr. Egy kalauz élményei. (8-r. 224 l.) 1903.
- Beniczky Irma, K. Miért maradt pártában? (208 l.) É. n.
- Bourget Paul. A különc. (208 l.) 1901.
- Buday Sándorné. Tiszaujhelyi Ujhelyi Vilma. Grey báró milliója. (192 l.) 1901.
- Buday Sándorné. Merkur lovagok. (208 l.) 1902.
- Buday Sándorné. Mourlaque vicomte átka. (108 l.) 1902.
- Buday Sándorné. A Gluisefleyrante anyák. (208 l.) 1903.
- Buday Sándorné. A Saint Clyre-család ikrei. (221 l.) 1904.
- Buday Sándorné. A Nolibertek. (208 l.) É. n.
- Buday Sándorné. A fekete madonna. (95 1 l.) É. n.
- Csorba Ákos, Palotai. A fejedelemnő unokája. (208 l.) É. n.
- Csorba Ákos, Palotai. A félárva. Regény egy kötetben. (146, 1 l.) 1900.
- Gaál Karolin. Urnő és a nevelőnő. (191 l.) 1904.
- Halévy J. Aki nem tudott kettőt szeretni. Fordította K. Beniczky Irma. (198, 2 l.) É. n.
- Hevessi Jenő. A gyanarfalvi tiszteletes. (208 l.) 1901.
- Lónyai Margit. Eltérő útakon… (207 l.) 1902.
- Miskolczi Henrik. Menyország a földön. (180 1 l.) 1903.
- Miskolczi Henrik. Igaz szerelem. (144 l.) É. n.
- Miskolczi Henrik. Bálványimádók. (208 l.) É. n.
- Nagyvárady Mira. Örök törvény. (255 l.) É. n.
- Ritt Gyula. A toltekek kincse. (205, 2 l.) 1902.
- Salgó F. László. Zátonyon,. (200 l.) 1904.
- Saltarino. Alfredo. Ford. Csiki Géza. (188 l.) 1904.
- Szigeti József. A nemzetes asszony. (150 l.) 1901.
- Sziklay Károly. A remete regéje. (207 l.) 1902.
- Tábori Róbert. Átalakulások. (126, 2 l.) É. n.
- Vajda Vilmos. A tanácsos leánya. (192 l.) É. n.
- Váradi Antal. Démon. (192 l.) É. n.